# Frederik Rosbach
Frederik „Borsi“ Rosbach (* 1940 in Saqqaq; † 2002) war ein grönländischer Politiker.

## Leben
Frederik Rosbach wuchs in Saqqaq auf und kam 1958 nach Ilulissat. Er war verheiratet mit Marie Sivertsen, der Schwester von Holger Sivertsen. Nach einer Handelslehre arbeitete er 13 Jahre lang für den KGH und wurde anderthalb Jahre in Dänemark fortgebildet. 1977 wurde er Direktor von Ilulissat Fiskeindustri.
Frederik Rosbach kandidierte bei der Landesratswahl 1971 als Zweiter Stellvertreter. Bei der Parlamentswahl 1979 kandidierte er für die Siumut und wurde ins erste Inatsisartut gewählt.
1983 wurde er zum Bürgermeister der Gemeinde Ilulissat gewählt und gab sein Amt als Direktor auf. Zudem kandidierte er bei der Parlamentswahl 1983 und 1984 auch nur noch als Erster Stellvertreter von Stephen Heilmann. 1989 schied er als Bürgermeister aus. Später schloss er sich der Kattusseqatigiit an. Er starb im Sommer 2002 im Alter von 62 Jahren.